# Лонгоне Сабино
Лонгоне Сабино (итал. Longone Sabino) је насеље у Италији у округу Ријети, региону Лацио.
Према процени из 2011. у насељу је живело 102 становника. Насеље се налази на надморској висини од 789 м.

## Становништво
Према резултатима пописа становништва 2011. у општини је живело 583 становника.
| 1936. | 1951. | 1961. | 1971. | 1981. | 1991. | 2001. | 2011. |
| ----- | ----- | ----- | ----- | ----- | ----- | ----- | ----- |
| 1.837 | 1.650 | 1.363 | 1.024 | 755   | 699   | 682   | 583   |